# Église Saint-Charles-Borromée de Nuremberg
Pour les articles homonymes, voir Église Saint-Charles-Borromée.
L’église Saint-Charles-Borromée de Nuremberg (appelée Saint-Charles en abrégé) est une église catholique romaine située à Nuremberg. Elle a été construite en 1926/27 dans un style expressionniste basé sur les plans de Fritz Fuchsenberger. L'église monumentale est un exemple d'église de banlieue de style architectural modérément moderne de la première moitié du XXe siècle. L'édifice porte le patronage de saint Charles Borromée et est classé à l'Office d'État de Bavière pour la préservation des monuments.

## Histoire
Avec l'arrivée des ouvriers industriels catholiques à l'est de Nuremberg, peu après la Première Guerre mondiale, il fut décidé de fonder une paroisse indépendante dans le quartier de Mögeldorf. En 1919, le futur archevêque, Johannes Roth, est nommé curé, qui occupe cette fonction jusqu'à sa retraite en 1948,.
L'église paroissiale, un presbytère et une maison d'infirmières avec un jardin d'enfants devaient être construits. Dans une lettre de 1926, on suppose une paroisse d'environ 3 600 catholiques, "la majorité des ouvriers de l'industrie qui, religieusement froids, sont loin de l'église". Par conséquent, l'accent a été mis sur les salles pour l'éducation des enfants et des jeunes,.
D'abord, en 1925, le presbytère est construit à l'angle sud-ouest de la propriété. Le pasteur Johannes Roth voulait initialement confier au célèbre architecte viennois Clemens Holzmeister la planification de l'église paroissiale. En fin de compte, cependant, le choix s'est porté sur l'architecte bavarois Fritz Fuchsenberger, qui - contrairement à l'appel d'offres qui prévoyait une église baroque - a proposé un édifice aux formes paléochrétiennes. Le facteur décisif pour cette décision était probablement que Fuchsenberger était prêt à créer les plans gratuitement. Le 1er juin 1926, le conseil municipal de Nuremberg a approuvé les plans de construction. La gestion des ressources financières par Fuchsenberger est restée opaque tout au long de la construction,.
Le 8 août 1926, lorsque la première pierre fut posée par l'évêque auxiliaire de Bamberg Adam Senger, quelques piliers en béton étaient déjà en place. La construction a progressé rapidement, car la brique silico-calcaire, à l'époque comme brique artificielle, de l'usine voisine de Zapf à Behringersdorf a été utilisée comme matériau de construction - une nouveauté absolue à l'époque. Le choix du matériau de construction - piliers en béton et maçonnerie en briques silico-calcaires - était souvent qualifié de non sacré au moment de la construction, mais à long terme, il s'est avéré être un bon choix car il est très résistant aux intempéries.
En plus de la construction en 1926/27, Fuchsenberger était également responsable des projets du maître-autel et de toutes les ferronneries connexes, en particulier le retable. Ceux-ci ont été fabriqués en 1927/28 par l'orfèvre munichois Alois Wöhrle. De plus, les chaises, les confessionnaux, le vestibule, les appliques et le pavage du sol ont été réalisés d'après les dessins de Fuchsenberger,.
L'industriel de Nuremberg Robert Pfaller a financé l'ameublement du chœur par une généreuse donation ; de même les vitraux colorés du chœur et de l'église inférieure, qui ont été réalisés d'après les dessins du peintre Paul Thalheimer. Il a également créé les nombreuses peintures murales ,.
L'église n'a subi aucun dommage majeur pendant la Seconde Guerre mondiale. Seules les verrières du chœur ont été détruites et le mur suspendu derrière l'autel a brûlé. Les vitraux ont été remplacés en 1968/69 par des œuvres typiques de l'époque du peintre Alfons Abel, sur lesquelles sont représentées des figures abstraites d'anges. De plus, en 1978/79, une mosaïque du saint patron de l'église Charles Borromée a été ajoutée dans une niche sur le mur ouest. L'orgue, construit en 1964 par GF Steinmeyer & Co., a été agrandi en 1983 par le facteur d'orgues de Nuremberg Volkmar Krätzer à un total de 42 registres, répartis sur trois claviers et pédalier. Dans les années 1988/89, l'architecte de Nuremberg Paul Eck aménage une salle pour les offices et les dévotions en semaine dans l'église inférieure,.

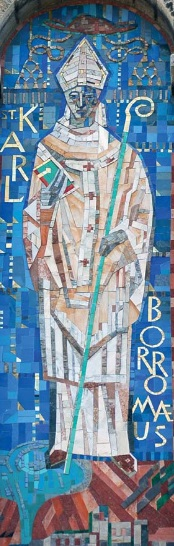
Mosaïque du patron de l'église Charles Borromée dans une niche sur la façade ouest

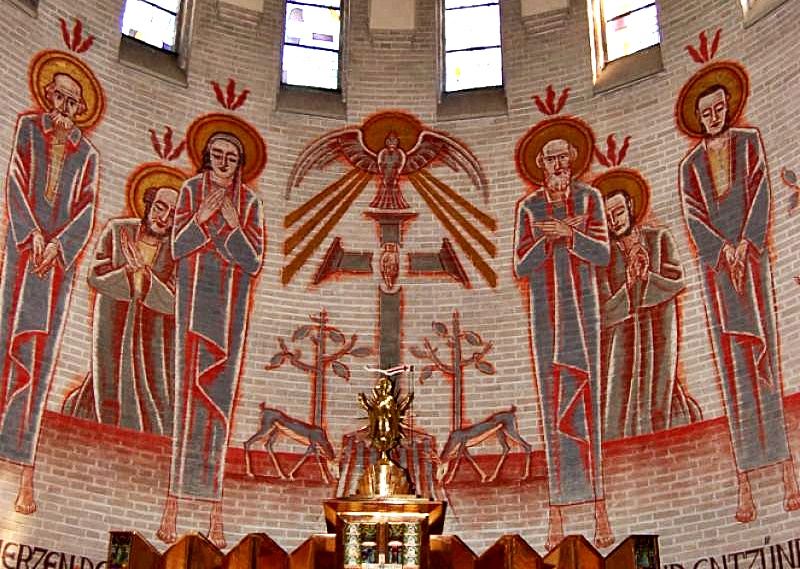
Image de l'abside, Paul Thalheimer, 1927

## Littérature
- Barbara Schock-Werner : Nuremberg-Mögeldorf - Cath. Église paroissiale Saint-Charles Borromée (= Petit Guide de l'Art n° 1991). Schnell & Steiner, Munich 1993.